# エチナ川
エチナ川（エチナがわ、額済納河）は、中華人民共和国の青海省と甘粛省、内モンゴル自治区を流れる河川。海へ流入しない内陸河川である。エジナ川、エジン川とも表記。別称に黒河（こくが、ヘイ河）、弱水（じゃくすい、ルオシュイ）。
上流部と中流部を指して黒河、下流部を指して弱水とする用法もあり、弱水に相当する区間のみをエチナ川と称する場合がある。

## 概要
中国の代表的な内陸河川のひとつで、タリム川に次いで中国で第2の規模を持ち、合黎水、羌谷水、鮮水、覆表水、副投水、張掖水、甘州河など、さまざまな別称がある。甘粛省では最大の内陸河川で、河西回廊と呼ばれる張掖市や酒泉市などオアシス都市の中心をなす重要な水源である。上流では放牧、中流の張掖市から高台県にかけては灌漑農業が行われる。

## 流路

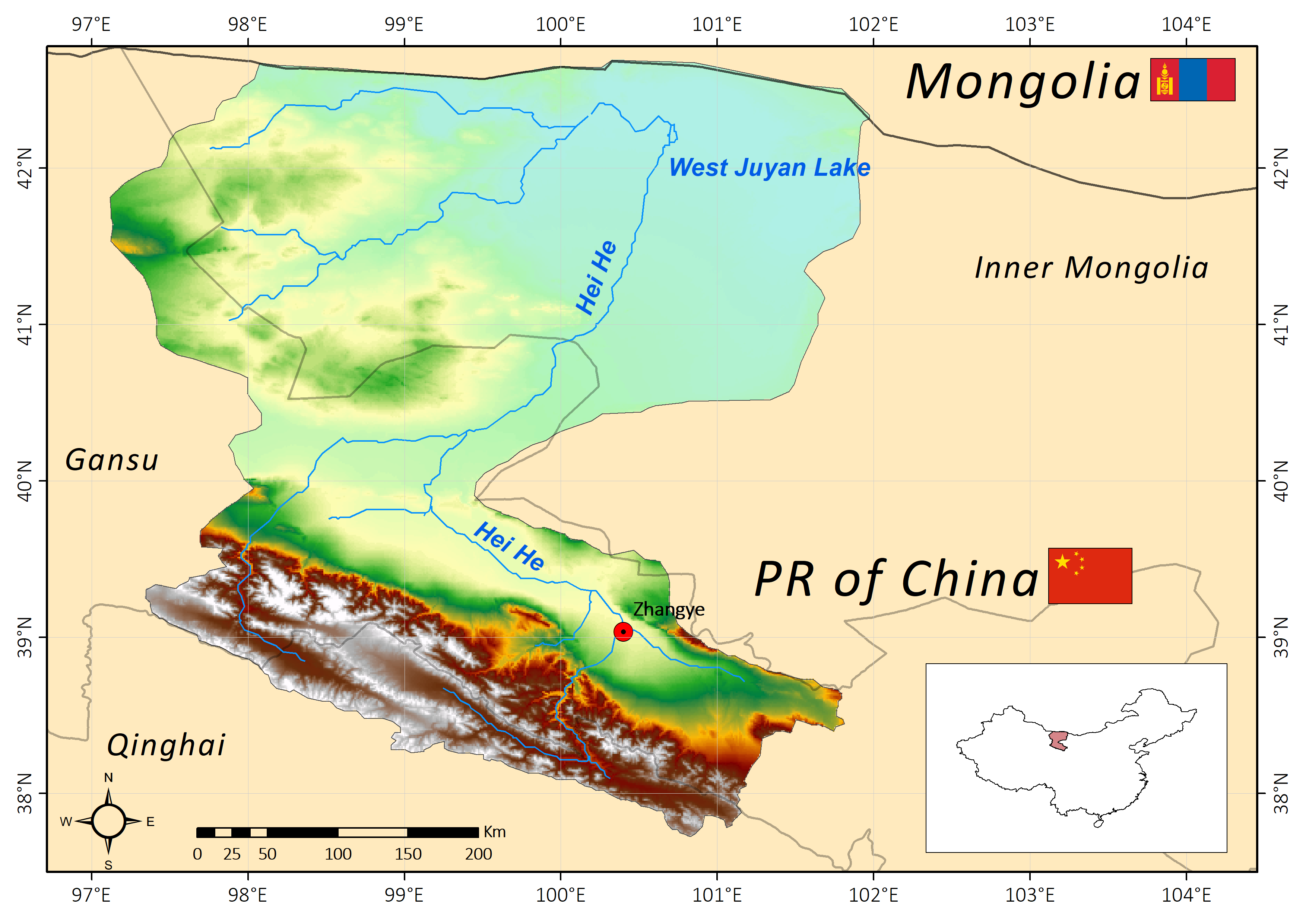
エチナ川流域図。

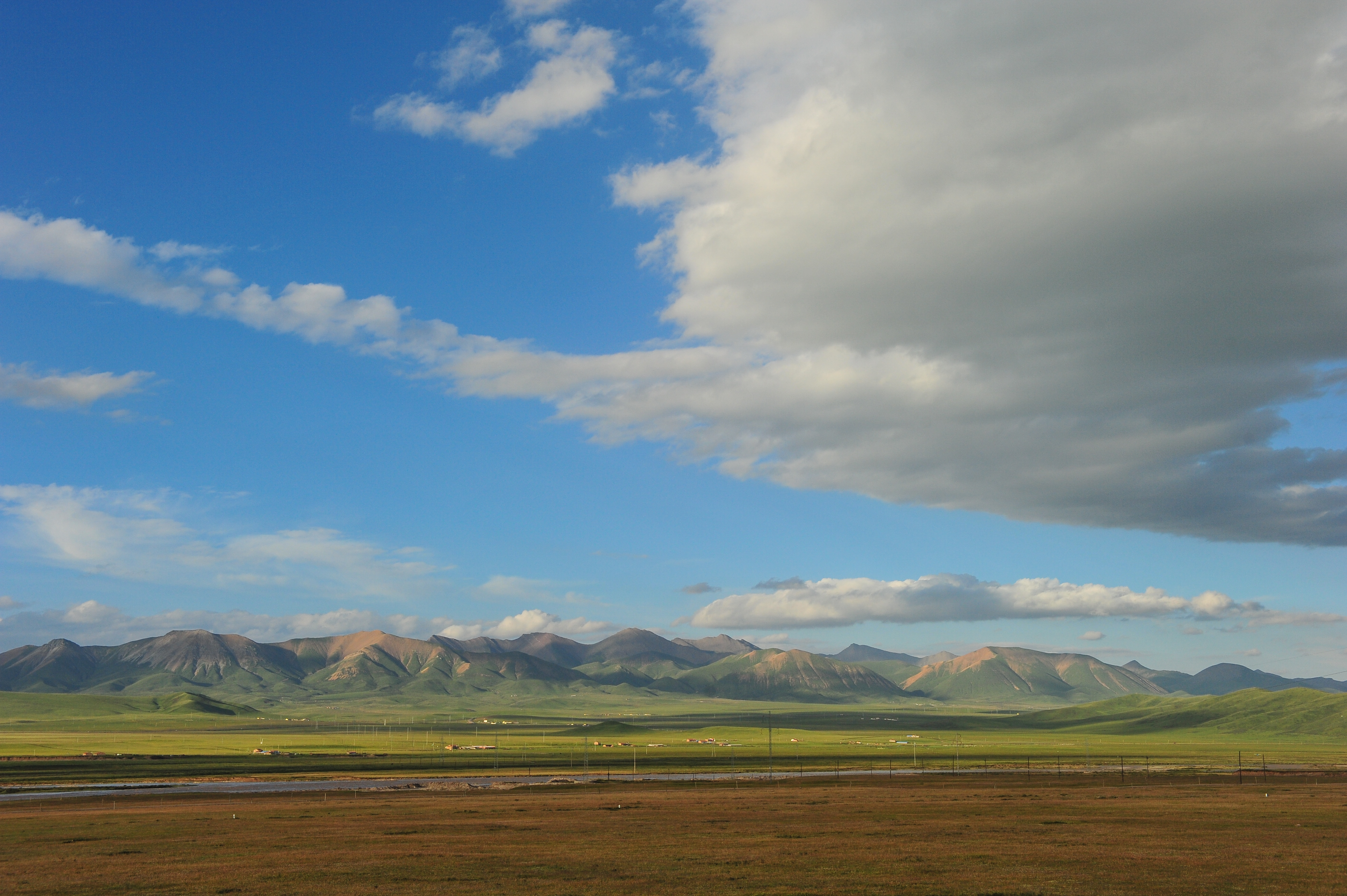
上流域の青海省祁連県。

甘粛省と青海省に跨る祁連山脈の主峰・祁連山の東南にある、走廊南山を源流とする。青海省北東部の祁連県を祁連山脈の南麓に沿って東南に流れ、八宝鎮で八宝河と合流したのち流れを北西に、ついで北東に転じて祁連山脈を北に抜け、甘粛省に入る。
甘粛省の張掖市でオアシスを形成し、甘州区、臨沢県、高台県やその周囲を潤している。この一帯はアカハジロ、セーカーハヤブサ、ゴビズキンカモメ、ナベコウなどの渡り鳥の繁殖地または中継地で、2015年にラムサール条約登録地となった。さらに北上するとバダインジャラン砂漠へ入る。このあたりの合黎山付近までを黒河（概ね甘粛省内）、これより下流（概ね内モンゴル自治区内）を弱水と分ける場合がある。酒泉市金塔県で西方から来る北河（北大河）を合流し、内モンゴル自治区へ入る。
内モンゴル自治区エジン旗の湖西新村以北にて二つの川に分流し、西の川を西河（シー河。または木林河、木仁高勒）、東の川を東河（トン河。または納林河、額納林高勒）と呼ぶ。やがて西河はガシュン・ノール（嘎順諾爾）へ、東河はソゴ・ノール（索果諾爾、蘇果諾爾）へ流入する。この2つの末端湖はかつては1つの大きな湖で、居延海（居延沢）と呼ばれた。現代でもガシュン・ノールのみを指して居延海と呼ぶ場合があるほか、前者を西居延海、後者を東居延海とする場合もある。

## 流域の歴史

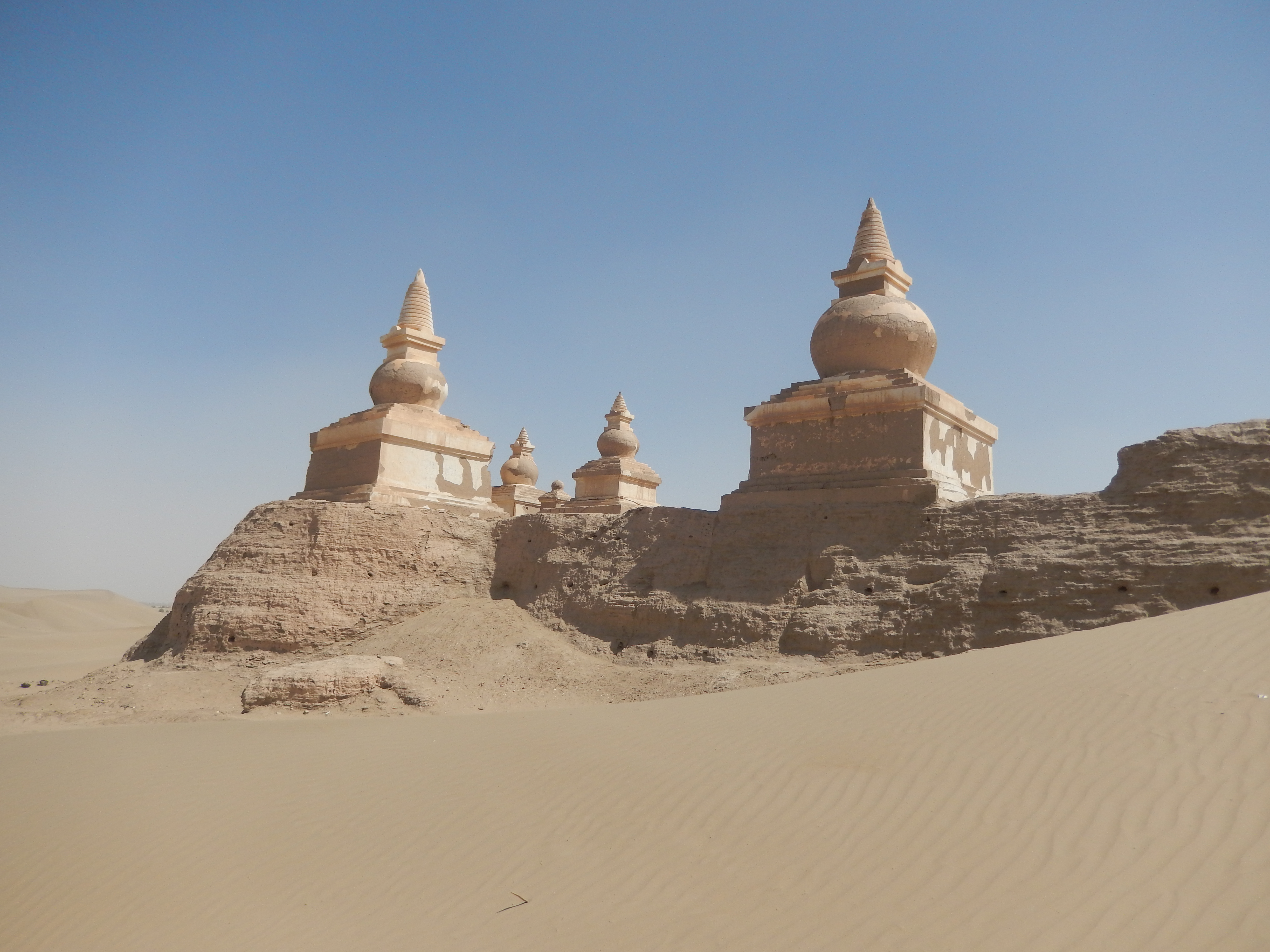
カラ・ホト遺跡。

古代から開拓の進んだ地であり、漢時代には現在より水量が豊かで、流域には張掖郡が置かれた。居延海付近には属県として居延県が置かれ、その県城はカラ・ホトの地にあった。当地の名称は既に紀元前102年には確認され、強弩都尉の路博徳が匈奴に対する前線基地として築城したとされる。歴史資料として著名な居延漢簡もこの付近で発見されている。東西に走るシルクロードに直交する南北の交通幹線としても利用され、エチナ川に沿って城壁が築かれ、漢時代の将軍である霍去病や李陵も川沿いに兵を進めるなど、主要な軍事拠点ともなった。紀元前にはエチナ川を利用した灌漑農業が行われ大いに栄えたが、紀元後は徐々に衰退し、やがて放棄された。
その後はモンゴル系、トルコ系、チベット系の各民族が支配したが、11世紀には西夏がこの地を拠点とし、シルクロードの交易により繁栄した。マルコ・ポーロの『東方見聞録』に記された「エチナ」とは、カラ・ホトのことであると比定される。また「エチナ」（エジン）とは、タングート語で黒水の音訳である。
西夏は1226年に滅びたが、カラ・ホトはモンゴル帝国の庇護のもとで繁栄を続けた。しかし14世紀に明の攻撃により都城が壊滅し滅びた。ただしカラ・ホトの滅亡は明による攻撃だけではなく、洪水や堆積によりエチナ川の流路が変わり水を得られなくなったためという説もある。
20世紀に入り、第二次世界大戦においては日本の関東軍もこの地に特務機関を派遣し、ドイツとの空路を結びソビエト連邦と外モンゴルからの防共を目的とした飛行場の建設を行っている。
中華人民共和国が成立すると地理的な条件から遊牧民に対する前線基地として、ついで中ソ対立が先鋭化すると、ソ連の影響力を強く受けたモンゴル人民共和国に対する国境の最前線基地としての重要性を担い、中国人民解放軍が駐在するようになった。またエチナ川流域は雨が少なく人家が疎らであることから中国の宇宙開発における最重要拠点のひとつとなり、酒泉衛星発射センターが設けられた。センターは張掖市とカラ・ホト遺跡の中間付近にあり、人民解放軍による厳重な警備が行われている。このため外国人によるエチナ川沿いの往来は制限されている。

## 水量の減少

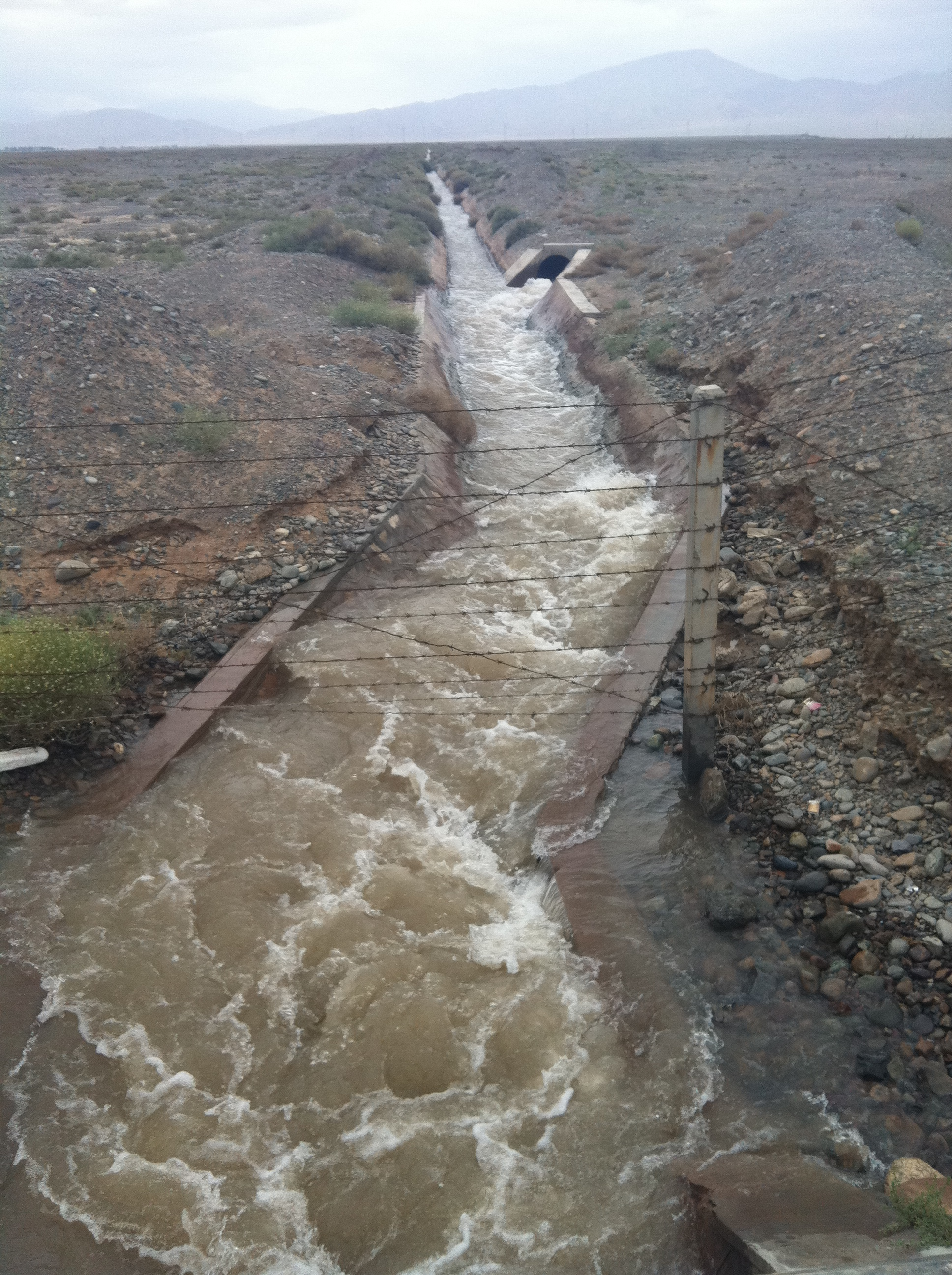
張掖市臨沢県の用水路。

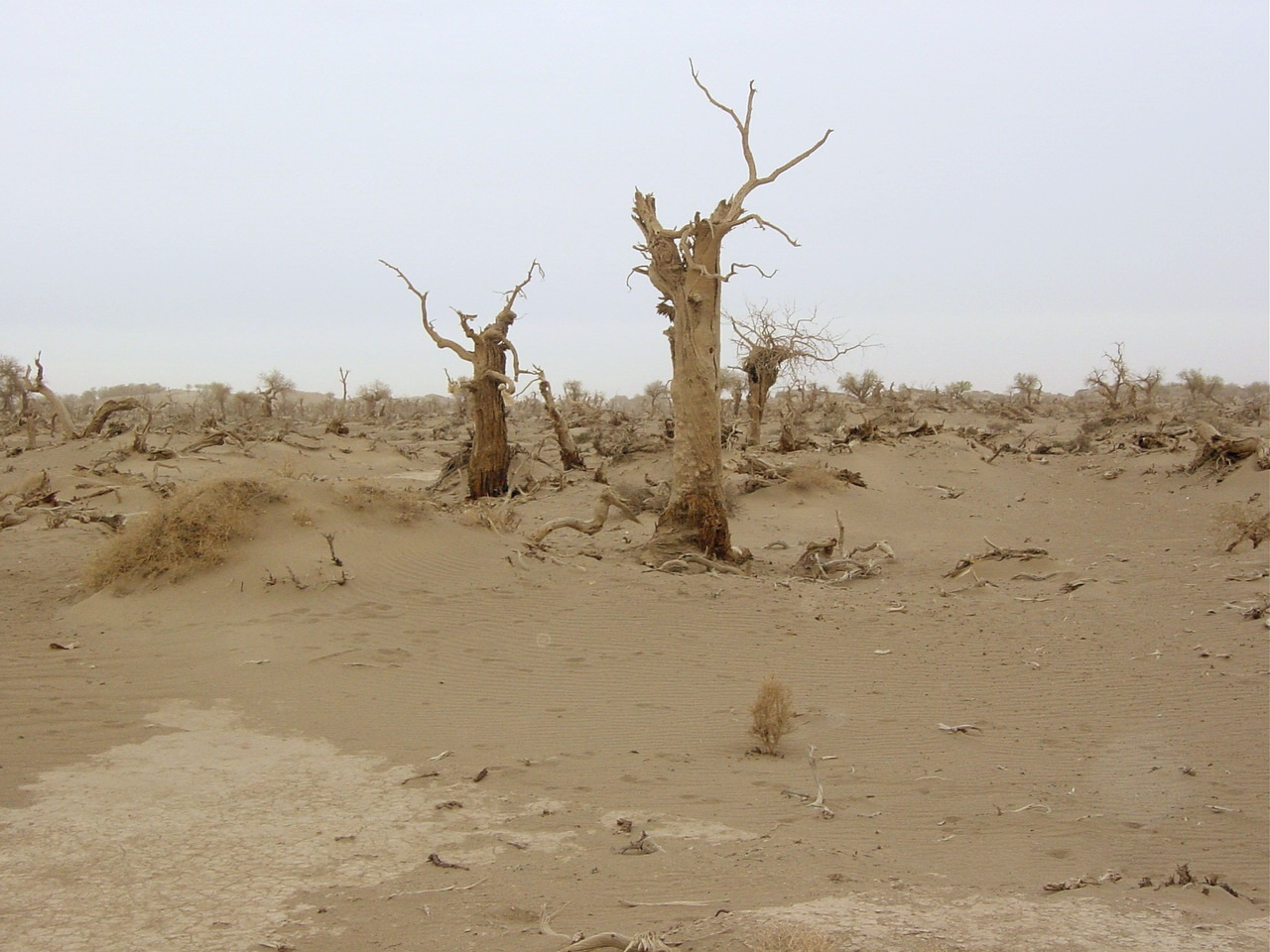
水不足で枯れるバダインジャラン砂漠のコトカケヤナギ（胡楊）。

祁連山脈の雪解け水を源流とし、張掖市など河西回廊にある諸都市の主要な水源であるが、過去に比べて水量は減少傾向にあり、1992年の流量は1.83億m3であった。
西夏時代には水量が非常に豊かであったことが遺跡からの出土文書により読み取れるが、早くも元時代になると当地は水が少ないという記述が増加する。水源の氷河をボーリングした調査結果によれば、当時この地域で急速な寒冷化が進み、上流の祁連山脈の氷河の溶ける量が減り、川へ供給される水量が減ったことが判明している。一方でこの時代に上流域での灌漑農業が発達し、それらの結果下流へ流れる水量も減ったものと推測されている。エチナ川の中流域にはダムや堰が120か所以上あり、水路が網の目のように張り巡らされ、豊かな穀倉地帯となっているものの、大半の水がこの付近で消費されるために下流の水不足が深刻である。
1927年にスウェン・ヘディンが率いる西北科学考査団が当地を探検した際には、水量が比較的少ない季節にもかかわらず、毎秒20トンの流量があり、渡河に苦労した様子が記録されており、両岸に木々が繁茂している映像も残されている。しかし以降は砂漠域での水不足により、1961年にはガシュン・ノールが、1992年にはソゴ・ノールも干上がってしまった。現在では上流から水が放流される冬の一時期のみ川が流れ、その他の時期には河床が干上がる状態で、かつて隆盛を誇ったコトカケヤナギ（胡楊）も細々と残るのみである。
この水不足の解消のため、中国政府によりエチナ川中流域での取水制限と、上流域での放牧の制限や、牧民を移住させて農業に転業させたり畜舎での牧畜に転換させる「生態移民政策」が行われている。この移民政策には、北京での砂嵐の被害が激化したため、元凶となるエチナ川付近の砂漠化を防止する目的も指摘される。その結果、2003年にはソゴ・ノールに水が戻ったが、取水制限を補う目的や転業者が新たに使う水を確保するため地下水の汲み上げが激増し、もともと河川水の減少により低下傾向にあった地下水位の更なる低下に拍車がかかっている。